# قائمة متاحف المغرب

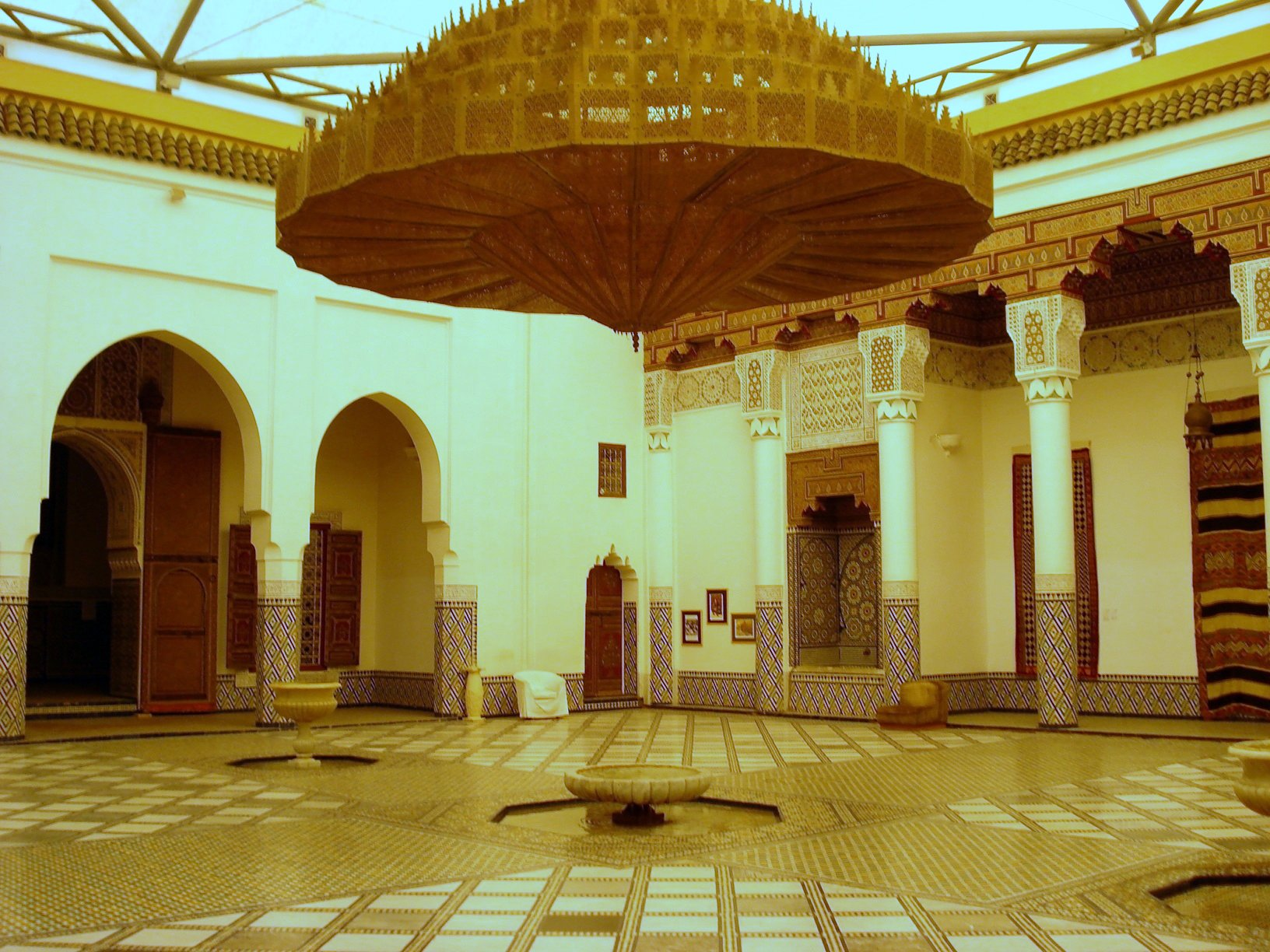
باحة متحف مراكش

قائمة متاحف المغرب هي لائحة تتعامل مع جل المتاحف الموجودة في المملكة المغربية.
بحسب بعض المصادر يرجع تشكل مفهوم المتاحف في المغرب أسوة بالعديد من البلدان الإسلامية، إلى حقبة الاستعمار التي كانت ترى في المتاحف شكلاً من أشكال القوة والهيمنة.
وبحلول الحماية الفرنسية على المغرب، شهدت البلاد إنشاء ثمانية متاحف بين عامي 1915 و1947 من المتاحف العامة التي اختزنت مجموعات مختلفة من التحف والمخطوطات والأعمال التي خلفتها الأجيال السابقة بكل تراثها الضارب في جذور المغرب.
يعد متحف لوداية الواقع داخل قصبة الأوداية التاريخية في الرباط، أول متحف عصري مغربي يجري افتتاحه في تلك الفترة في عام 1915، حيث كان متحفًا للفن الأصلي يعرض الزرابي والحلي التقليدية للسياح.
ومع بداية بروز الطبقة البرجوازية المغربية، ولدت المتاحف بين نوع خاص تحت رعاية المؤسسات أو الشركات الخاصة ومتاحف من نوع عام تحت إشراف الدولة.
ومن المتاحف الموجودة متحف الفن العربي لسيان كيم

## الرباط
| المتحف                                | الصور      | تاريخ الإنشاء | الموضوع                                                          | الإشراف                         | الخصوصية |
| ------------------------------------- | ---------- | ------------- | ---------------------------------------------------------------- | ------------------------------- | -------- |
| متحف لوداية                           |            | 1915          | المتحف الوطني للحلي والظواهر الثقافية للأعراق والمجتمعات البشرية | المؤسسة الوطنية للمتاحف         |          |
| متحف التاريخ والحضارات                | sans_cadre | 1931          | علم الآثار                                                       | وزارة الثقافة المغربية          | عام      |
| متحف ضريح محمد الخامس                 |            | 2005          | تاريخ المغرب                                                     | اللجنة المغربية للتاريخ العسكري |          |
| متحف محمد السادس للفن الحديث والمعاصر | sans_cadre | 2014          | الفن الحديث والمعاصر                                             | وزاة الثقافة المغربية           | متحف عام |
| متحف بريد المغرب                      | sans_cadre | 1970          | الطوابع البريدية                                                 | بريد المغرب                     |          |
| متحف بنك المغرب                       | sans_cadre | 2002          | علم العملات                                                      | بنك المغرب                      |          |

## الدار البيضاء
| المتحف                  | الصور      | تاريخ الإنشاء | الموضوع                  | الإشراف                                        | الخصوصية |
| ----------------------- | ---------- | ------------- | ------------------------ | ---------------------------------------------- | -------- |
| متحف عبد الرحمن السلاوي | sans_cadre | 2012          | لوحات فنية مختلفة        | تحت إشراف مؤسسة عبد الرحمن السلاوي             | متحف خاص |
| متحف مسجد الحسن الثاني  |            | 1993          | تأريخ لكيفية بناء المسجد | مؤسسة مسجد الحسن الثاني                        | متحف عام |
| المتحف اليهودي المغربي  | sans_cadre | 1997          | وصف الأعراق البشرية      | تحت إشراف مؤسسة التراث الثقافي اليهودي المغربي | متحف خاص |

## أكادير
| المتحف                        | الصور      | تاريخ الإنشاء  | الموضوع                                        | الإشراف | الخصوصية |
| ----------------------------- | ---------- | -------------- | ---------------------------------------------- | --- | -------- |
| المتحف الجامعي للنيازك        | sans_cadre | 12 فبراير 2016 | كل ما يخص النيازك وعلوم الفضاء والفلك.         | تم تكليف إدارة المتحف بمختبر علم البترول والمعادن والنيازك ونادي ابن زهر للفلك، البروفيسور عبد الرحمن إبهي، الجيولوجي المتخصص في النيازك. | عام      |
| متحف التراث الأمازيغي بأكادير | sans_cadre | 29 فبراير 2000 | الثقافة الأمازيغية المحلية بمخطوطات وقطع أثرية | وزارة الثقافة المغربية |          |

## مراكش
| المتحف                      | الصور      | تاريخ الإنشاء | الموضوع                          | الإشراف                        | الخصوصية |
| --------------------------- | ---------- | ------------- | -------------------------------- | ------------------------------ | -------- |
| متحف دار السي سعيد          | sans_cadre | 1932          | وصف الأعراق البشرية              | وزارة الثقافة                  |          |
| متحف مراكش                  | sans_cadre | 1996          | وصف الأعراق البشرية والفن الحديث | مؤسسة عمر بنجلون               | متحف خاص |
| متحف تيسكيوين               | sans_cadre | 1996          | وصف الأعراق البشرية              | مؤسسة بيرت فلينت               | متحف خاص |
| متحف إيف سان لوران في مراكش |            | 2017          | الموضة والفن الحديث              | مؤسسة بيير بيرجي إيف سان لوران | متحف خاص |

## الصويرة
| المتحف                     | الصور      | تاريخ الإنشاء  | الموضوع | الإشرراف            | الخصوصية |
| -------------------------- | ---------- | -------------- | ------- | ------------------- | -------- |
| متحف سيدي محمد بن عبد الله | sans_cadre | 20 أكتوبر 1980 |         | إشراف وزارة الثقافة | عام      |
|                            |            |                |         |                     |          |

## طنجة
| المتحف                   | الصور      | تاريخ الإنشاء | الموضوع                                                  | الإشراف                                            | الخصوصية |
| ------------------------ | ---------- | ------------- | -------------------------------------------------------- | -------------------------------------------------- | --- |
| دار المخزن (طنجة)        | sans_cadre |               |                                                          |                                                    | |
| رواق الفن المعاصر (طنجة) |            | 2007          | الفن التشكيلي للفنانين المغاربة                          | وزارة الثقافة المغربية                             | |
| متحف فيلا ھاريس          |            | 2021          | الفن التشكيلي الحديث والمعاصر للفنانين المغاربة والأجانب | وزارة الثقافة المغربية ومؤسسة محمد السادس للمتاحف. | ھو ليس مجرد متحف بل فيلا تاريخية لصحفي بريطاني "والتر ھاريس" بنيت نھاية القرن التاسع عشر وأعيد افتتاحھا مؤخرا كمتحف عصري بمواصفات مھنية. |

## مكناس
| المتحف                  | الصورة     | تاريخ الإفتتاح | الموضوع      | الإشراف                                   | الخصوصية |
| ----------------------- | ---------- | -------------- | ------------ | ----------------------------------------- | -------- |
| قصر دار الجامعي         | sans_cadre | 1920           |              | وزارة الثقافة المغربية                    |          |
| المتحف العربي لسيان كيم |            | 2022           | تاريخ المغرب | الوزارة الداخلية و وزارة الثقافة المغربية |          |

## فاس
| المتحف          | الصورة     | تاريخ الإفتتاح | الموضوع             | الإشراف                         | الخصوصية |
| --------------- | ---------- | -------------- | ------------------- | ------------------------------- | -------- |
| برج الشمال      | sans_cadre | 1963           | عسكري               | اللجنة المغربية للتاريخ العسكري |          |
| متحف البطحاء    | sans_cadre | 1915           | وصف الأعراق البشرية | وزارة الثقافة المغربية          |          |
| متحف دار بلغازي |            | 1996           | وصف الأعراق البشرية | مؤسسة بلغازي                    |          |

## تطوان
| المتحف                 | الصورة     | تاريخ الإفتتاح | الموضوع       | الإشراف             | الخصوصية |
| ---------------------- | ---------- | -------------- | ------------- | ------------------- | -------- |
| متحف تطوان الأثري      | sans_cadre | 1939           | علم الآثار    | إشراف وزارة الثقافة |          |
| مركز تطوان للفن الحديث |            | 2013           | الفن التشكيلي | إشراف وزارة الثقافة |          |
|                        |            |                |               |                     |          |

## شفشاون
| المتحف                  | الصورة | تاريخ الإفتتاح | الموضوع             | الإشراف       | الخصوصية |
| ----------------------- | ------ | -------------- | ------------------- | ------------- | -------- |
| متحف شفشاون الإثنوغرافي |        | 1985           | وصف الأعراق البشرية | وزارة الثقافة |          |

## أسفي
| المتحف              | الصورة | تاريخ الإفتتاح | الموضوع  | الإشراف       | الخصوصية |
| ------------------- | ------ | -------------- | -------- | ------------- | -------- |
| المتحف الوطني للخزف |        | 1990           | فن الخزف | وزارة الثقافة |          |

## العيون
| المتحف                        | الصورة | تاريخ الإفتتاح | الموضوع | الإشراف                | الخصوصية |
| ----------------------------- | ------ | -------------- | ------- | ---------------------- | -------- |
| متحف الفنون الصحراوية بالعيون |        | 2000           |         | وزارة الثقافة المغربية |          |

## طالع
- صناعة تقليدية مغربية